# Teofil Magdziński
Teofil Magdziński (ur. 13 października 1818 w Szamotułach, zm. 1 lutego 1889 w Zbąszyniu) – prawnik, konspirator, działacz demokratyczny na emigracji, uczestnik powstania wielkopolskiego 1846 roku, Wiosny Ludów, powstania styczniowego, polski polityk, reprezentant ludności polskiej w Reichstagu i władzach miejskich Bydgoszczy, gdzie był nieugiętym obrońcą polskości.

## Życiorys
Urodził się 13 października 1818 r. w Szamotułach, w powszechnie szanowanej rodzinie Jana, poczmistrza i Nepomuceny z Halickich. W latach 1827–1834 uczęszczał do Gimnazjum św. Marii Magdaleny w Poznaniu, a następnie uczył się jako wolny słuchacz na wydziale filozoficznym uniwersytetu we Wrocławiu (1835). Po egzaminie dojrzałości studiował prawo, lecz po kilku miesiącach został skreślony z listy studentów. Był współzałożycielem i członkiem Towarzystwa Literacko-Słowiańskiego we Wrocławiu. Studia prawnicze kontynuował w uniwersytetach w Berlinie i w Lipsku, gdzie działał w Kole Studentów Polskich.

### Działalność konspiracyjna
Po studiach pracował w sądownictwie w Berlinie i w Poznaniu. W tym czasie odbył również służbę wojskową, którą ukończył w stopniu porucznika landwery. Od 1845 r. działał w konspiracji wielkopolskiej Towarzystwa Demokratycznego Polskiego. Ludwik Mierosławski wyznaczył go na naczelnika powstania na Żmudzi. Miał zebrać w Rosieniach żmudzkie i wschodniopruskie oddziały powstańcze, zająć Kowno, a po połączeniu się z oddziałami z Królestwa Polskiego udać się pod Dęblin. W końcu stycznia 1846 r. wyjechał do Królewca i pod fałszywym nazwiskiem przekradł się do powiatu rosieńskiego, skąd nawiązał kontakt korespondencyjny z przywódcami powstania w Wilnie. Tropiony przez agentów carskich musiał wyjechać do Kłajpedy, gdzie wkrótce został aresztowany przez policję pruską, wywieziony do Poznania i osadzony w cytadeli. W kwietniu 1846 r. zbiegł z więzienia i udał się do Francji. Nadal był poszukiwany przez policję pruską listem gończym.
We Francji został emisariuszem i jednocześnie pogłębiał wiedzę prawniczą na Sorbonie. W marcu 1848 r. jako zastępca płk Józefa Borzęckiego, dowódcy zorganizowanego we Francji Legionu Polskiego, udał się do kraju. Celu jednak nie osiągnął, gdyż jego oddział został internowany w Niemczech. W 1849 r. korzystając z amnestii, powrócił do kraju i zamieszkał w Szamotułach. Tam związał się Ligą Polską. Ożeniwszy się w 1851 r. osiadł w zakupionych wcześniej dobrach Imielinko w powiecie wągrowieckim. Nadal utrzymywał kontakty z działaczami narodowymi. Nękany przez policję pruską, opuścił w 1853 r. Wielkie Księstwo Poznańskie i osiedlił się w Królestwie Polskim, gdzie wydzierżawił wieś w powiecie łęczyckim. Wziął udział w powstaniu styczniowym, a po jego upadku, wrócił w 1864 r. do Wielkopolski.

### Działalność w Bydgoszczy
W końcu lat 60. XIX w. zamieszkał w Bydgoszczy przy ul. Poznańskiej i rozwinął czynną działalność narodową. Z jego inicjatywy 27 października 1872 r. powstało Towarzystwo Przemysłowe, skupiające rzemieślników, robotników i drobnych przemysłowców. Przy Towarzystwie działały: amatorski zespół teatralny, koło śpiewacze (1880), biblioteka polska i szkółka niedzielna dla uczniów rzemieślniczych. Towarzystwo Przemysłowe w Bydgoszczy należało do najaktywniejszych organizacji tego typu w Poznańskiem, a Magdziński wchodził w skład Rady Przemysłowej (1874), koordynującej działalność towarzystw przemysłowych w zaborze pruskim. Był udziałowcem Banku Przemysłowego w Bydgoszczy oraz działaczem bydgoskiego Towarzystwa Pomocy Naukowej im. Karola Marcinkowskiego, w którym przez szereg lat pełnił funkcję skarbnika.

### Działalność parlamentarna
Teofil Magdziński był autorytetem dla bydgoszczan pochodzenia polskiego. Reprezentował ich w Radzie Miejskiej i niejednokrotnie upominał się o poszanowanie ich praw. W 1871 r. przeciwstawił się projektowi Rady Miejskiej zorganizowania uroczystości rocznicowych z okazji setnej rocznicy przyłączenia ziem polskich do Prus, twierdząc, że obchodzenie rocznicy tej „zbrodni” byłoby niegodziwością, drażniącą polskie umysły. W 1873 r. został posłem do pruskiej Izby Poselskiej z okręgu Buk-Kościan. Mandat poselski z tego okręgu sprawował do śmierci. W 1876 r. został ponadto posłem do parlamentu Rzeszy z okręgu Jarocin-Pleszew-Września. W latach 1877–1878 reprezentował w tym parlamencie okręg Koźmin-Krotoszyn, w latach 1878–1881 Grodzisk-Kościan-Nowy Tomyśl-Śmigiel, a w latach 1881–1889 Jarocin-Pleszew-Września. W sejmie pruskim pracował w komisji petycyjnej, a następnie w komisji budżetowej. Od 1880 r. sprawował funkcję prezesa Koła Polskiego w parlamencie Rzeszy, a w ostatniej kadencji przed śmiercią był również prezesem Koła Polskiego w sejmie pruskim. W działalności parlamentarnej skupiał się na zagadnieniach gospodarczych, językowych, obrony praw ludności polskiej oraz naświetlaniu stanowiska Polaków wobec najważniejszych problemów politycznych Niemiec. W sejmie pruskim wypowiadał się m.in. w sprawie niesprawiedliwych podatków obciążających robotników (1887), domagał się regulacji rzek: Noteci, Warty, Wisły i Niemna, budowy nowych linii kolejowych i połączeń drogowych (1883), środków pieniężnych na rozwój hodowli. Należał do zwolenników ceł ochronnych na produkty rolne (1887). Żądał przestrzegania postanowień kongresu wiedeńskiego wobec ziem polskich. W słynnym wystąpieniu na forum parlamentu Rzeszy w listopadzie 1884 r. dał odprawę kanclerzowi Bismarckowi, zarzucającemu Polakom, iż są buntownikami i sprawcami wszelkich rewolucji (na określenie Polaków przez Bismarcka „obcym żywiołem” odpowiedział, że Polacy rzeczywiście... nim są, bo wcielenia do Rzeszy nie chcieli i przeciwko niemu protestowali). Protestował także przeciw zniemczaniu polskich nazw geograficznych (1887), domagał się przywrócenia języka polskiego w administracji i sądownictwie oraz występował w obronie uprawnień Kościoła.
W latach 1874–1889 był członkiem zwyczajnym Poznańskiego Towarzystwa Przyjaciół Nauk. Zmarł nagle 1 lutego 1889 r. w pociągu w pobliżu Zbąszynia. Pochowano go na bydgoskim cmentarzu Starofarnym. Jego pogrzeb 6 lutego 1889 r. stał się wielką manifestacją narodową. Uczestniczyli w nim wszyscy polscy posłowie do sejmu pruskiego i parlamentu Rzeszy.

### Życie prywatne
Teofil Magdziński od 1851 r. był żonaty z Józefiną Arendt, córką Hamilkara właściciela Dobieszewic w powiecie mogileńskim. Miał syna Jana (ur. 1840) oraz córkę Izabellę, zamężną za prawnikiem Kazimierzem Ćwiklińskim.

### Upamiętnienie
W 1932 r. jego imieniem nazwano jedną z bydgoskich ulic na Starym Mieście (dawna ul. Żabia na terenie bydgoskiego miasta lokacyjnego).